# Woss Mountain
Woss Mountain är ett berg i Kanada.   Det ligger i provinsen British Columbia, i den sydvästra delen av landet, 3 800 km väster om huvudstaden Ottawa. Toppen på Woss Mountain är 1 593 meter över havet.
Terrängen runt Woss Mountain är huvudsakligen bergig, men åt sydost är den kuperad.Trakten runt Woss Mountain är nära nog obefolkad, med mindre än två invånare per kvadratkilometer.. Närmaste större samhälle är Woss, 16,8 km norr om Woss Mountain.
I omgivningarna runt Woss Mountain växer i huvudsak barrskog.